# Битва при Халидон-Хилле
Битва при Халидон-Хилле (англ. Halidon Hill; 19 июля 1333 года) — одно из сражений Второй войны за независимость Шотландии. Поражение шотландской армии в этой битве привело к временному подчинению страны Англии.

## Военные действия перед сражением
Первоначальный успех экспедиции Эдуарда Баллиоля, подкреплённый его коронацией в 1332 году королём Шотландии, был вскоре сведён на нет действиями сторонников Давида II: Арчибальд Дуглас, регент Шотландии при малолетнем Давиде II, одержал 17 декабря 1332 года победу над войсками Баллиоля в сражении при Аннане и вскоре вытеснил его из страны. Оказавшись фактически без средств и армии, Эдуард Баллиоль обратился за помощью к английскому королю Эдуарду III. Несмотря на то, что Англия находилась в это время в мире с Шотландией, Эдуард III не замедлил воспользоваться возможностью и денонсировал Нортгемптонский договор. Весной 1333 года английская армия под командованием самого короля Эдуарда III вторглась в пределы Шотландии и осадила Берик на реке Твид — важнейшую приграничную крепость Шотландии и крупнейший морской порт страны. Отвлекающие действия Арчибальда Дугласа (вторжение в Нортумберленд и угроза пленения английской королевы) не принесли результата: Эдуард III продолжал осаду Берика. После двух месяцев обороны гарнизон Берика согласился капитулировать в случае, если до 20 июля шотландским войскам не удастся снять осаду. Арчибальд Дуглас был вынужден двинуться на освобождение Берика.

## Позиции сторон
19 июля 1333 года шотландские войска подошли к Берику. Армия Эдуарда III расположилась в укреплённом лагере на холме Халидон-Хилл, возвышающемся над дорогой к городу, построившись в четыре баталии. У Арчибальда Дугласа не было иной возможности, как атаковать англичан, в противном случае гарнизон Берика в соответствии с договорённостью был бы вынужден на следующий день капитулировать. Шотландская армия также была разделена на четыре баталии, которыми соответственно командовали регент Дуглас; Роберт, Стюард Шотландии (которому было только семнадцать лет), при помощи своего дяди сэра Джеймса Стюарта; граф Морея, сын великого Рэндольфа, которому помогали два ветерана, Джеймс и Саймон Фрейзеры; а также граф Росса.

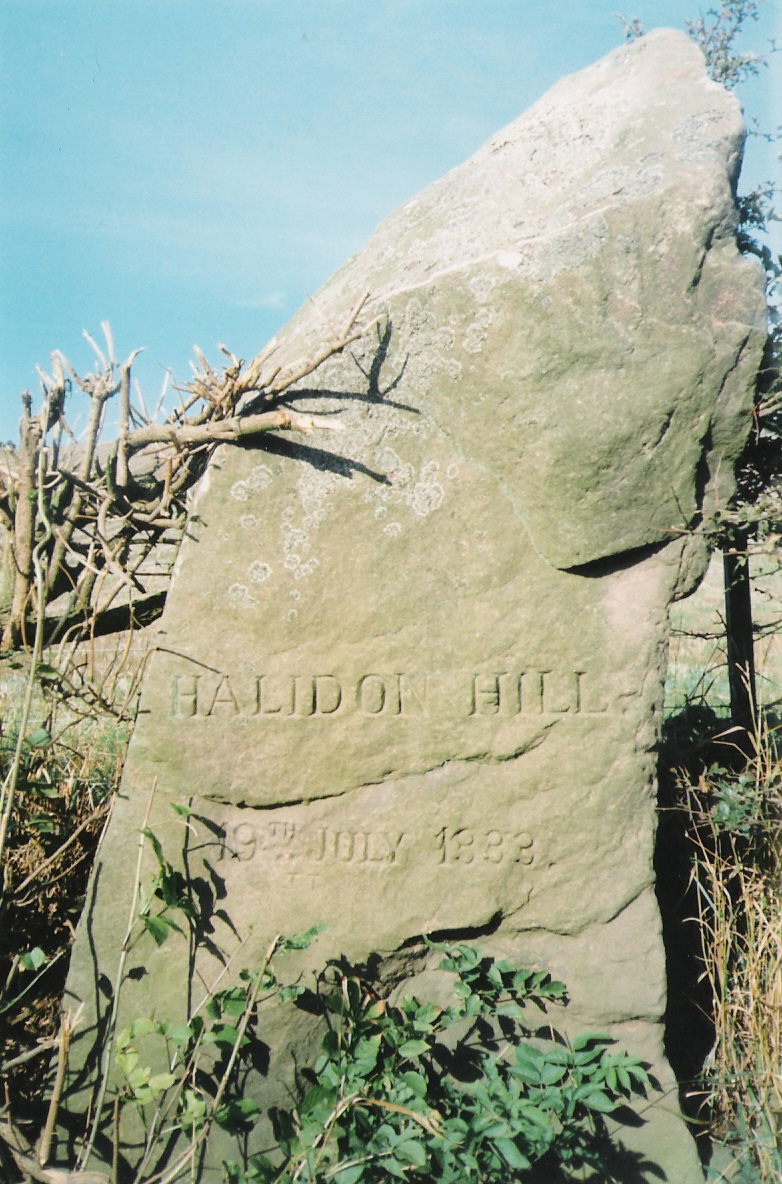
Памятный знак на поле битвы при Халидон-Хилле

## Ход битвы
Шотландцам пришлось спешиться и атаковать англичан вверх по склону холма, преодолев перед этим болото. Английские лучники быстро рассеяли отряды наступающего противника, а атака пехоты Эдуарда III довершила разгром шотландцев. Арчибальд Дуглас и несколько шотландских графов были убиты. Потери шотландцев были катастрофическими: только убитых было более 4,5 тыс. чел., при всего 14−15 у англичан. На следующий день Берик капитулировал.

## Значение сражения при Халидон-Хилле
Власть в Шотландии перешла к Эдуарду Баллиолю, а вся южная часть страны оккупирована английскими войсками. Важным последствием битвы стало завоевание англичанами Берика, который более чем на 100 лет стал базой английской армии и флота, позволившей контролировать южные регионы Шотландии. Владение английскими королями Бериком стало символом их притязаний на шотландскую корону.
Вальтер Скотт описал битву в пьесе «Хэлидон Хилл» (1822).